# Дом князя Кочубея
Дом князя Кочубея — особняк в Ялте, построенный в конце XIX века по заказу князя Василия Аркадьевича Кочубея главным архитектором Ялты Николаем Красновым. Впоследствии санаторий «Крымская здравница», в последнее время — индивидуальный жилой дом. Расположен по адресу город Ялта, улица Щорса, 7-в. Памятник. градостроительства и архитектуры регионального значения.

## Владельцы
Василий Аркадьевич Кочубей (10 (22) июня 1826 года — 25 сентября (7 октября) 1897 года), из малороссийского дворянского рода Кочубеев, сын Аркадия Васильевича Кочубея действительный статский советник, камердинер Двора его величества императора Александра III, предводителем дворянства Кролевецкого уезда Черниговской губернии. Первым браком, с 30 апреля 1852 года, был женат на светлейшей княжне Наталье Петровне Салтыковой, 1829 года рождения, от которой имел троих детей. После скоропостижной смерти Натальи Петровны в 1860 году, в 1878 году сочетался браком с графиней Марией Алексеевной Капнист (1848—1925 год), дочери коллежского советника Алексея Васильевича Капниста, с которой имел также 3 детей. После смерти Василия Кочубея наследовала особняк, почётная гражданка Ялты. Из детей Василия Аркадьевича достаточно известны Василий и Пётр. Распространённое именование владельца имения князем, попавшее даже в официальные документы, является ошибочным, поскольку Василий Аркадьевич происходил из нетитулованной ветви Кочубеев.

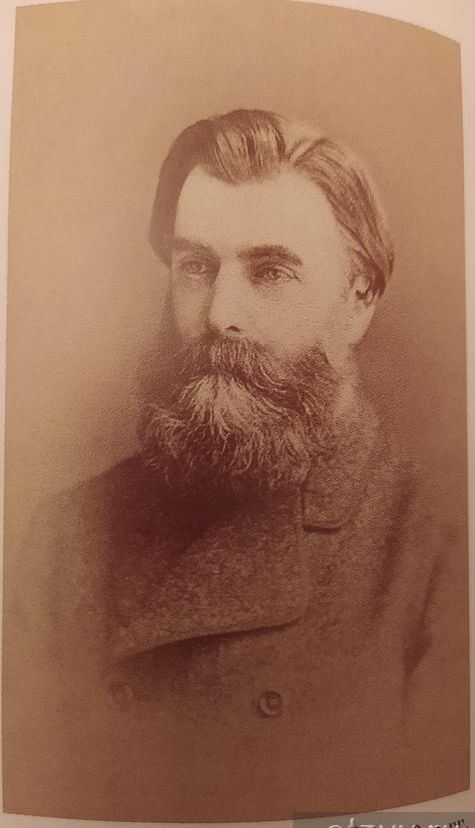
Василий Аркадьевич Кочубей, 1890-е годы.

## Усадьба
В 1888 году Василий Аркадьевич Кочубей покупает у князя А. М. Дондукова-Корсакова часть имения «Гюзель-Тепе» (около 2 десятин) существовавшего с 1840 года и включавшего значительную часть холма Дарсан. Впоследствии, в феврале 1897 года, за несколько месяцев до смерти, Василий Аркадьевич прикупил у Дондукова-Корсакова ещё 507 квадратных саженей виноградника.
В 1890 году Кочубей заказывает Николаю Петровичу Краснову проект особняка. Архитектор предложил план виллы в стиле итальянского Возрождения, и наблюдал за качеством постройки. Запас прочности, заложенный в проект, был таков, что во время землетрясения в Ялте в 1927 году в здании не появилось ни одной трещины. Считается, что стройка была окончена в 1892 году.
Каменный, расположенный в середине участка, двухэтажный, с цокольным этажом, особняк сложной планировки, с толщиной стен около 1,2 метра и потолками высотой от 3,5 до 5 метров, выдержан в стиле, характерном для застройки Южного берега Крыма конца XIX — начала XX века. В оформлении фасадов сочетаются элементы русской архитектуры, итальянского Возрождения и мавританского стиля. Углы здания, обрамление оконных и дверных проёмов сложены из штучного камня-известняка, фасады облицованы серым гаспринским известняком мозаичной кладкой. Общая площадь здания, по современным обмерам, 824 м². После смерти Василия Аркадьевича усадьбу наследовала вдова владельца Мария Алексеевна и в 1912 году имение оценивалась в 1500 рублей.

## После революции
16 декабря 1920 года приказом председателя Революционного комитета Крыма были изъяты «из частного владения как разных ведомств, так и частных лиц все имения Южного берега Крыма в районе от Судака до Севастополя включительно», национализировали и имение Кочубеев, использовав как санаторий. Известно, что в послевоенное время в особняке размещался санаторий «Крымская здравница».
В настоящее время особняк используется, как индивидуальный жилой дом, выставлялся на продажу за 195 миллионов рублей. Современное состояние описано в рекламе агентства недвижимости: в цокольном этаже, площадью 203 м², устроены басейн, сауна, сан-узел, котельная, прачечная, 4 комнаты отдыха. На 1 этаже, при высоте потолков 5,1 м, имеются 4 жилых комнаты, 2 сан-узла, зимний сад, веранда, кухня; на 2-м потолки 4,2 м, 5 жилых комнат, 2 сан-узла, зимний сад, веранда, общая площадь 296 м². Современный участок вокруг дома, площадью 33 сотки, порос старыми дубами и кедрами, сохранилась оранжерея. Внутри дом отремонтировали с использованием современных материалов. На май 2021 года в особняке располагался детский центр (или клуб).

## Охранный статус
Есть сведения, что особняк во времена СССР был признан памятником архитектуры, но, при Украине статус памятника с него был снят, что связывают с ликвидацией санатория и передачей в частную собственность.
Постановлением Совета министров Республики Крым от 20 декабря 2016 года № 627 «Об отнесении объектов культурного наследия регионального значения и выявленным объектам культурного наследия», «Дом князя В. А. Кочубея (архитектор Н. П. Краснов)» объявлен памятником градостроительства и архитектуры регионального значения.